# Гренадери (присілок)
Гренаде́ри (рос. Гренадёры) — присілок у складі Макушинського округу Курганської області, Росія. 
Населення — 116 осіб (2010, 193 у 2002).
Національний склад станом на 2002 рік:
- росіяни — 92 %